# Syfy (France)
Pour les articles homonymes, voir Syfy (homonymie).
Syfy (anciennement Sci Fi et maintenant stylisé SYFY) est une chaîne de télévision dédiée à la science-fiction et au cinéma fantastique. C'est la déclinaison française de la chaîne américaine du même nom.

## Histoire
En 1999, Syfy est née sous le nom de « Sci-Fi Channel » sur 13ème Rue. Le 2 décembre 2005, NBCUniversal Global Networks France, filiale du groupe NBCUniversal, lance la version française de Sci Fi, lancée 13 ans plus tôt.
Le 5 janvier 2010, Sci Fi devient Syfy, mais change la typographie de son logo en août 2017, à l'instar de sa déclinaison américaine.
La chaîne offre dès lors ses services HD, VM, multi-appareils.
SYFY est disponible sur le canal 51 de SFR TV. Depuis le 8 décembre 2022, la chaîne est également disponible chez Bouygues Telecom (canal 95). SYFY est aussi disponible sur Prime Video, Molotov TV et Freebox TV via l'offre de divertissement Universal+, toujours avec les chaînes du portfolio NBCUniversal International Networks & Direct-To-Consumer : 13e RUE, DreamWorks et E! en option. Le 6 juin 2025, elle sera disponible sur Orange TV dans le bouquet Universal+ avec 13ème RUE et DreamWorks.

### Identité visuelle (Logo)

Logo de Sci Fi du 2 décembre 2005 au 4 janvier 2010
Logo de Syfy du 5 janvier 2010 au 27 août 2017
Logo de la version HD à partir d’octobre 2010.
Logo de SYFY depuis le 28 août 2017

#### Autres

Logo (à l'écran) de La Chaîne de la Fin du Monde (2012)
Logo complet de La Chaîne de la Fin du Monde (2012)

## Programmes
SYFY diffuse des séries de science-fiction. Les films diffusés sont des films de science-fiction, de films catastrophe, voire des films d'horreur entre autres.

### Séries

#### Série en cours de diffusion[1]
- Charmed
- Day of the Dead
- Flash
- Grimm
- Legacies
- Le village des damnés
- Reginald the Vampire
- Spides
- Vagrant Queen

Note : Bien que diffusée sur la chaîne américaine du même nom et sur USA Network, la diffusion de la série télévisée Chucky n'est pas prévue sur SYFY, à ce jour.

#### Séries terminées
- 12 Monkeys
- Alf
- Alphas
- American Gothic
- Andromeda[2]
- Au-delà du réel[2]
- Au-delà du réel : L'aventure continue[2]
- Battlestar Galactica[2]
- Being Human
- Beowulf : Retour dans les Shieldlands
- Beyond
- Blade
- Blood Drive
- Caprica
- Channel Zero
- Childhood's End (2016)
- Code Quantum[2]
- Continuum
- Dark Matter
- Défiance
- Doctor Who
- Dominion
- Doom Patrol
- Farscape[2]
- Firefly
- Flash Gordon
- Flynn Carson et les Nouveaux Aventuriers
- Ghost Adventures
- Helix
- Hercule[2]
- Heroes
- Heroes Reborn
- Incorporated
- Invisible Man
- Killjoys
- Le Damné
- Les 100
- Les Chroniques de Shannara
- Les Décalés du cosmos
- Les Mystères de Haven
- Marvel's Runaways
- Merlin
- Orphan Black
- Painkiller Jane
- Psi Factor, chroniques du paranormal
- ReGenesis[2]
- Resident Alien
- Sanctuary
- School Spirits
- SeaQuest, police des mers[2]
- Sliders : Les Mondes parallèles[2]
- Star Trek
- Surface
- The Fades
- The Magicians
- The Outpost
- Torchwood
- Tremors
- Troisième planète après le Soleil[2]
- Warehouse 13
- Xena, la guerrière

## Diffusion
En France, la chaîne est disponible en haute définition sur SFR depuis 2017. Avec la fin de son exclusivité sur SFR, Syfy est distribué en France avec le service Universal+ lancé en novembre 2022 sur SFR, et en décembre 2022 sur Bbox TV et Prime Vidéo Channels. Universal+ avec Syfy arrive le 18 octobre 2023 chez Molotov TV puis sur Free depuis le 30 janvier 2024. L'offre Universal+ dont fait partie Syfy inclut aussi les chaînes 13e Rue, DreamWorks et E!. Le 6 juin 2025, elle sera disponible sur Orange TV dans le bouquet Universal+ avec 13ème RUE et DreamWorks. 
En Belgique, SYFY est diffusée sur Telenet, Proximus Pickx et Voo.
En Suisse, la chaîne est diffusée dans le bouquet Blue+ via Swisscom Blue TV et sur Canal+ Suisse via Swisscom Blue TV, Sunrise et Net+.
Depuis le 1er mars 2010, la chaîne est reprise dans le bouquet thématique de Canal+, à Madagascar et dans l’océan indien.

## La Chaîne de la Fin du Monde
La Chaîne de la Fin du Monde était une chaîne de télévision éphémère et événementielle française diffusée sur le bouquet Canalsat du 21 novembre au 21 décembre 2012 sur le canal 18,.
A l'occasion de l'annonce de la Fin du Monde prévue pour le 21 décembre 2012, la chaîne Syfy a créé une chaîne événementielle afin que le public ait un aperçu et se prépare à la Fin du Monde. La grille des programmes de la chaîne est composée de téléfilms, films et séries horrifiques, d'un magazine programmé à l'antenne chaque vendredi, ainsi que d'un dernier prime-time lors de l'arrêt définitif de diffusion des programmes de la chaîne.